# Tu cuna fue un conventillo (película)
Tu cuna fue un conventillo es una película sin sonido de Argentina dirigida por Julio Irigoyen sobre el guion de Alberto Vacarezza que se estrenó el 15 de mayo de 1925 y tuvo como protagonistas a Ada Falcón y María Esther Podestá.

## Producción
El filme fue producido por Buenos Aires Film, una empresa dirigida por Julio Irigoyen que se caracterizaba por producir filmes clase “C” de muy bajo presupuesto y poca calidad artística, que en general eran historias con los  personajes característicos de la ciudad: guapos prostitutas, cantores de tango, jugadores en oscuros cafetines, hipódromos y salones aristocráticos. La mayoría eran películas de gauchos o típicamente porteñas, con tango o con canciones de tierra adentro. Es dificultoso acceder a información sobre esas películas, en primer lugar porque una parte no se estrenó en Buenos Aires sino en las provincias del interior de Argentina y también en otros países de América Latina, en segundo término porque Irigoyen no conservaba los negativos y en tercer lugar por el escaso interés que tenía por ellas la prensa especializada.

## Reparto
Actuaron en la película los siguientes intérpretes:
- María Esther Podestá
- Ada Falcon
- Consuelo Velázquez
- Juan Portal
- Diego Figueroa
- Alfredo Camiña
- José Ramírez
- Julio Torres

## El sainete homónimo
La película se basa en el sainete homónimo, una obra cómica escrita por el dramaturgo argentino Alberto Vacarezza que fue estrenado el 21 de mayo de 1920 en el Teatro Nacional por la compañía Arata-Simari-Franco.

## Comentario
El crítico Alfredo Julio Grassi dice que el filme “fue el más grande triunfo de Julio Irigoyen”.